# بالیستو
بالیستو (انگلیسی: Balisto) شرکت صنایع غذایی بریتانیایی و برند شکلات است، که متعلق به شرکت مارس اینکورپوریتد می‌باشد.